# Wood Dalling
Wood Dalling – wieś w Anglii, w hrabstwie Norfolk, w dystrykcie Broadland. Leży 24 km na północny zachód od Norwich i 167 km na północny wschód od Londynu. Miejscowość liczy 181 mieszkańców.